# Tropenstation La Gamba
Die Tropenstation La Gamba im Regenwald der Österreicher in Costa Rica ist eine österreichische Forschungs-, Lehr- und Weiterbildungsinstitution, die sich zum Ziel gesetzt hat, einen Beitrag zur Erforschung tropischer Regenwälder zu leisten, Interesse für die Erhaltung und Erforschung des Regenwaldes zu wecken und Laien und Naturinteressierten die Möglichkeit zu geben, ihr Naturverständnis im Regenwald zu vertiefen.

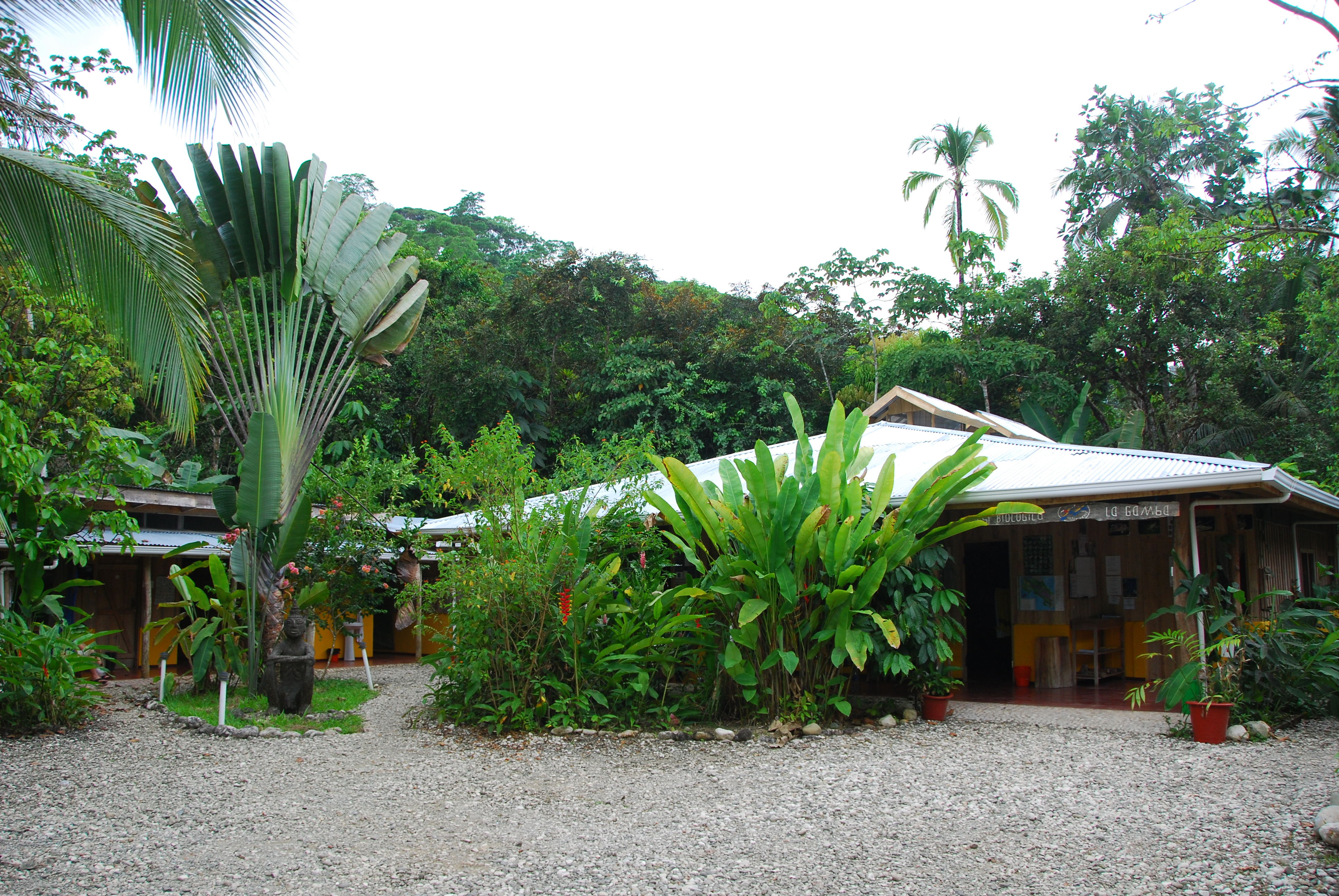
Tropenstation La Gamba

## Tropenstation
Die Station befindet sich im Süden Costa Ricas am Rande des Nationalparks Piedras Blancas im Regenwald der Österreicher. Dieser artenreiche tropische Wald umfasst 142 km² und konnte durch die Initiative des Vereins Regenwald der Österreicher vor der Abholzung bewahrt werden. Aus der im Jahre 1993 angekauften Wellblechhütte haben zwei österreichische Biologen, Werner Huber und Anton Weissenhofer, mit Unterstützung des „Vereins Regenwald der Österreicher“ und der Universität Wien die Tropenstation La Gamba, geschaffen. Die Station umfasst mehrere Gebäude, eine wissenschaftliche Ausstattung und einen botanischen Garten.
Die Tropenstation ist ein wichtiges Instrument zur Erhaltung des Esquinas-Waldes, einem der letzten noch erhaltenen Tieflandregenwälder an der Pazifikküste Mittelamerikas. Sie stellt eine ideale Basis für Studenten, Wissenschaftler und Interessierte dar, ihren Fragestellungen nachzugehen und bietet die Möglichkeit das Naturverständnis zu vertiefen. Als integrativer Bestandteil der Gemeinde La Gamba ist sie auch eine wichtige Anlaufstelle für die einheimische Bevölkerung und versucht u. a. den Naturschutzgedanken zu verbreiten.
Seit vielen Jahren engagieren sich die Mitarbeiter der Tropenstation auch für Entwicklungshilfeprojekte der Region. So wurden zum Beispiel die früheren Holzfäller als Nationalpark-Rangers und Landschaftspfleger ausgebildet.
Seit 2007 kann ein österreichischer Auslandsdienst abgeleistet werden.

## Publikationen
- Albert R., W. Hödl, W. Huber, M. Ringler, P. Weish & A. Weissenhofer (eds.). 2005. The amphibians and reptiles of the Golfo Dulce region, Costa Rica. Corcovado Nationalpark, Piedras Blancas Nationalpark „Regenwald der Österreicher“. Verein zur Förderung der Tropenstation La Gamba, Vienna.

- Albert R., W. Huber, S. Pamperl, W. Wanek, A. Weber & A. Weissenhofer (eds.). 2013. 20 Jahre Tropenstation La Gamba. Verein zur Förderung der Tropenstation La Gamba, Vienna.

- Dolezel M., W. Huber, W. Niel, S. Ölzant, A. Weber & A. Weissenhofer (eds.). 2002. Helikonien und Kolibris – der Regenwald der Österreicher in Costa Rica, Ausstellungskatalog, Verein zur Förderung der Tropenstation La Gamba, Vienna.

- Huber W., D. Schaber, A.Weber & A. Weissenhofer (eds.). 2009. Fruits in Costa Rican Markets, Verein zur Förderung der Tropenstation La Gamba, Vienna.

- Huber W., A. Weissenhofer, R. Roitinger, R. Albert, G. Bruckmüller, F. Schoberleitner & S. Wahlhütter. 2009. Das Leben hier und dort – La vida aqui y alla. Verein zur Förderung der Tropenstation La Gamba, Vienna.

- Jarau S., L. Morawetz, C. Reichle, M. H. Gruber, W. Huber & A. Weissenhofer (eds). 2009. Corbiculate Bees of the Golfo dulce Region, Costa Rica. Verein zur Förderung der Tropenstation La Gamba.

- Krenn H., M. Wiemers, L. Maurer, V. Pemmer, W. Huber & A. Weissenhofer (eds). 2010. Butterflies of the Golfo Dulce Region, Costa Rica. Verein zur Förderung der Tropenstation La Gamba, Vienna.

- Neuwirth G., O. Breuss, W. Huber & A. Weissenhofer. 2011. Lichens of the Golfo Dulce Region, Costa Rica – Corcovado National Park, Piedras Blancas National Park, „Regenwald der Österreicher“, Verein zur Förderung der Tropenstation La Gamba, Vienna, Austria.

- Rakosy D., Speckmaier M., Weber A., Huber W. & A. Weissenhofer (eds) 2013. Orchids: Botanical Jewels of the Golfo Dulce Region, Costa Rica. Verein zur Förderung der Tropenstation La Gamba. Vienna. Austria.

- Sauberer N., G. Tebb, W. Huber & A. Weissenhofer (eds.). 2007. The birds of the Golfo Dulce Region, Costa Rica. Corcovado Nationalpark, Piedras Blancas Nationalpark „Regenwald der Österreicher“. Verein zur Förderung der Tropenstation La Gamba, Vienna.

- Schiemer F., Huber W. & A. Weissenhofer. 2010. Stream Ecosystems of Costa Rica. Verein zur Förderung der Tropenstation La Gamba.

- Schneeweihs S., W. Huber & A. Weissenhofer (eds.). 2009. Dragonflies of the Golfo Dulce Region, Costa Rica. Verein zur Förderung der Tropenstation La Gamba.

- Sehnal P. & H. Zettel (Eds.) 1996. Esquinas Nationalpark. Der Regenwald der Österreicher in Costa Rica. - Wien: Naturhist. Mus. Wien.

- Weber A., W. Huber, A. Weissenhofer, N. Zamora & G. Zimmermann. 2001. An introductory Field Guide to the Flowering Plants of the Golfo Dulce Rainforests - Corcovado Nationalpark and Piedras Blancas Nationalpark („Regenwald der Österreicher“), Linz: OÖ Landesmuseum. In: Stapfia. 78: 465pp and plates (seven scientific papers from University of Vienna. total contents see in the APPENDIX attached to this list), zobodat.at [PDF]

- Weissenhofer A., W. Huber, T. Koukal, M. Immitzer, E. Schembera, S. Sontag, N. Zamora & A. Weber. 2008. Ecosystem diversity in the Piedras Blancas National Park and adjacent areas (Costa  Rica), with the first vegetation map of the area. In: Natural and Cultural History of the Golfo Dulce Region, Costa Rica. Reprint of Ecosystem diversity in the Piedras Blancas National Park and adjacent areas (Costa Rica), with the first vegetation map of the area. In: Natural and Cultural History of the Golfo Dulce Region, Costa Rica, Linz: OÖ Landesmuseum. In: Stapfia. 88.

- Weissenhofer A., W. Huber, V. Mayer, S. Pamperl, A. Weber & G. Aubrecht (Hrsg.) 2008. Natural and Cultural History of the Golfo Dulce Region, Costa Rica, Linz: OÖ Landesmuseum. In: Stapfia. 88: 768 pp, Natural and Cultural History of the Golfo Dulce Region, Costa Rica. In: ZOBODAT.at. OÖ Landes-Kultur GmbH (64 scientific papers from University of Vienna; total contents see in the APPENDIX attached to this list).

- Weissenhofer A., W. Huber, E. Chacón Madrigal & M. Lechner. 2012. Creando un bosque – Árboles para corredores biológicos en la región de Golfo dulce, Costa Rica / Creating a forest – Trees for biological corridors in the Golfo Dulce region, Costa Rica. Verein zur Förderung der Tropenstation La Gamba. Vienna. Austria.